# Yankiel León
Pour les articles homonymes, voir Alarcon.
Yankiel León Alarcón est un boxeur cubain né le 26 avril 1982 à Jobabo.

## Carrière
Dominé régulièrement au niveau national par le double champion olympique Guillermo Rigondeaux, il arrive à se qualifier pour les Jeux olympiques de Pékin 2008 où il atteindra la finale pour terminer médaille d'argent après avoir perdu contre le Mongol Enkhbatyn Badar-Uugan.

## Palmarès

### Jeux olympiques
- Médaille d'argent en -54 kg aux Jeux de 2008 à Pékin,  Chine